# エセキエル・カルベンテ
エセキエル・カルベンテ・クリアド（Ezequiel Calvente Criado, 1991年1月12日 - ）は、スペイン・メリリャ出身のサッカー選手。レアル・ハエン所属。ポジションはミッドフィールダー。

## 経歴
2007年からレアル・ベティスのユースチームでキャリアをスタートさせ、2009年トップチームに昇格した。グラナダCF戦でプロデビューを果たした。

## 代表歴
スペイン代表として2010年にUEFA U-19欧州選手権に出場し1ゴールを記録した。2011 FIFA U-20ワールドカップにも選出された。

## 所属クラブ
- レアル・ベティスB 2009-2011
- レアル・ベティス 2010-2014

→ CEサバデル 2012 (Loan)
→ SCフライブルク 2012-2013 (Loan)
→ レクレアティーボ・ウェルバ 2013-2014 (Loan)
- FCペナフィエル 2015
- ベーケーシュチャバ1912エレーレ 2015-2018

→ ソンバトヘイ・ハラダーシュ 2016-2017
- デブレツェニVSC 2018
- ADセウタFC 2019-2020
- CDエルデンセ 2020-2021
- レアル・ハエン 2021-